# Filmweb
Filmweb (Filmweb.pl) — польський веб-сайт, присвячений кіно та особам пов'язаним з кіно. Друга за величиною база даних фільмів у світі після IMDb.com (станом на 26 березня 2015 року Filmweb містить інформацію про 598 775 фільмів, 50 529 серіалів, 23 885 ігор і 2 278 691 людей). Сайт містить відео зі 187 країн, 9 колишніх, 2 перейменованих країн і 14 частин, що належать іншим країнам (4 невизнані штати, 5 автономних штатів, 1 колишній автономний штат і 4 залежні території).

## Про Filmweb
Filmweb активно наповнюють інтернет-користувачі. Завдяки розгалуженій системі форм кожен зареєстрований і авторизований користувач може додавати до бази даних нові фільми та людей, пов'язаних з кіно, змінювати існуючі описи або розширювати їх.
Інформація, що вноситься до системи, перевіряється та, за необхідності, коригується користувачами порталу, які мають відповідні повноваження. Кожен авторизований читач отримує бали за свою активність на сайті.
На додаток до великої бази даних, існує також велика соціальна мережа. Після реєстрації кожен читач отримує власну сторінку, де публікується інформація про нього, архівується на порталі, а також є можливість створити блог.
Filmweb також містить щоденні новини зі світу кіно, рецензії, анонси кінопрем'єр, Blu Ray та DVD, трейлери, шпалери, фотогалереї, дискусійні форуми, касові збори, репертуар кінотеатрів по всій Польщі, телепрограму, рейтинги, кінопрокат, конкурси, інформацію про дистриб'юторів та кінофестивалі.
Після того, як користувачі оцінили певну кількість фільмів, вони мають можливість знайти так званих «однодумців», які оцінили фільми аналогічно, а також отримати доступ до рекомендацій — списку фільмів, які можуть припасти їм до смаку.

## Історія
- 18 березня 1998 року — Filmweb дебютував у мережі.
- 20 січня 2000 — Filmweb став першим польським веб-сайтом, доступним через протокол WAP.
- З 2005 року також існує розділ Filmweb PRO, адресований представникам кіноіндустрії.
- У січні 2006 року Filmweb зафіксував понад 1 900 000 відвідувань різними людьми (дослідження gemiusTraffic).
- У 2008 році, будучи ексклюзивним патроном онлайн-медіа Filmoteka Narodowa, він почав вести секцію журналістики під назвою Zoom і регулярно доповнює власний тематичний канал на YouTube — Filmweb.tv творіннями: Nakręteni (гумористичний аналіз фільмів) і Cutting (коротка серія анонсів актуальних новинок кіно).
- У 2009 році — Filmweb посів 8 місце в польському звіті Google Zeitgeist 2009.
- У жовтні 2009 року Filmweb побив новий рекорд переглядів. На той час портал відвідало 5 571 783 унікальних користувачів, які здійснили 134 966 665 мільйонів переглядів сторінок (за даними дослідження gemiusTraffic).
- 21 травня 2010 р. — офіційний запуск бета-версії нового Filmweb. Веб-сайт змінив макет і структуру вмісту, а також запустив систему рекомендацій під назвою Gustomierz™.
- 23 серпня 2010 року — відбувся несанкціонований доступ до архівних даних кількох сотень тисяч користувачів Filmweb за 2008 рік. Паролі користувачів були зашифровані, що ускладнювало їх читання. Паролі постраждалих користувачів були негайно скинуті, щоб запобігти входу неавторизованих осіб на веб-сайт. Ймовірною причиною інциденту стала крадіжка бази даних[6].
- 16 вересня 2010 р. — запущено нову домашню сторінку Filmweb. Крім усього іншого, запущено швидкодіюче меню, що забезпечує миттєвий доступ до найважливішої інформації з чотирьох найбільших розділів порталу: Filmweb24, Bases, FilmwebTV і Communities. Важливою частиною нової домашньої сторінки є журналістика та мультимедіа з розділу FilmwebTV, який динамічно розвивається.
- 18 січня 2011 року — до вже існуючої бази даних фільмів, серіалів і кінолюдей додано нову базу відеоігор. На момент запуску він містив 500 ігор як для ПК, так і для консольних платформ.
- 18 грудня 2020 року — запущено дві нові бази — персонажів і світів.
- Запуск першого мобільного додатку Filmweb для iOS відбувся в листопаді 2011 року. За ним відбувся випуск додатка для Android 4 лютого 2012 року, [7] та додаток для Windows Phone у березні 2012 року.[8]